# إدي روميرو
إدي روميرو هو كاتب سيناريو ومنتج أفلام ومخرج فلبيني، ولد في 7 يوليو 1924 في دوماغويتي في الفلبين، وتوفي في 28 مايو 2013 في كيزون في الفلبين بسبب سرطان البروستاتا.

## وصلات خارجية
- إدي روميرو على موقع IMDb (الإنجليزية)
- إدي روميرو على موقع ألو سيني (الفرنسية)
- إدي روميرو على موقع أول موفي (الإنجليزية)
- إدي روميرو على موقع قاعدة بيانات الأفلام السويدية (السويدية)
- إدي روميرو على موقع قاعدة بيانات الفيلم (الإنجليزية)
- إدي روميرو على موقع كينوبويسك (الروسية)